# 運河博物館
22°59′54″N 120°09′50″E / 22.998405°N 120.163913°E
運河博物館位於臺南市安平區、臺南運河畔。2003年5月13日公告為市定古蹟。該建築在臺灣日治時期是監控商船進出安平港區的臺南運河安平海關，現在則是陳列先民漁具模型以及昔日關稅局的相關文物等的運河博物館。

## 沿革

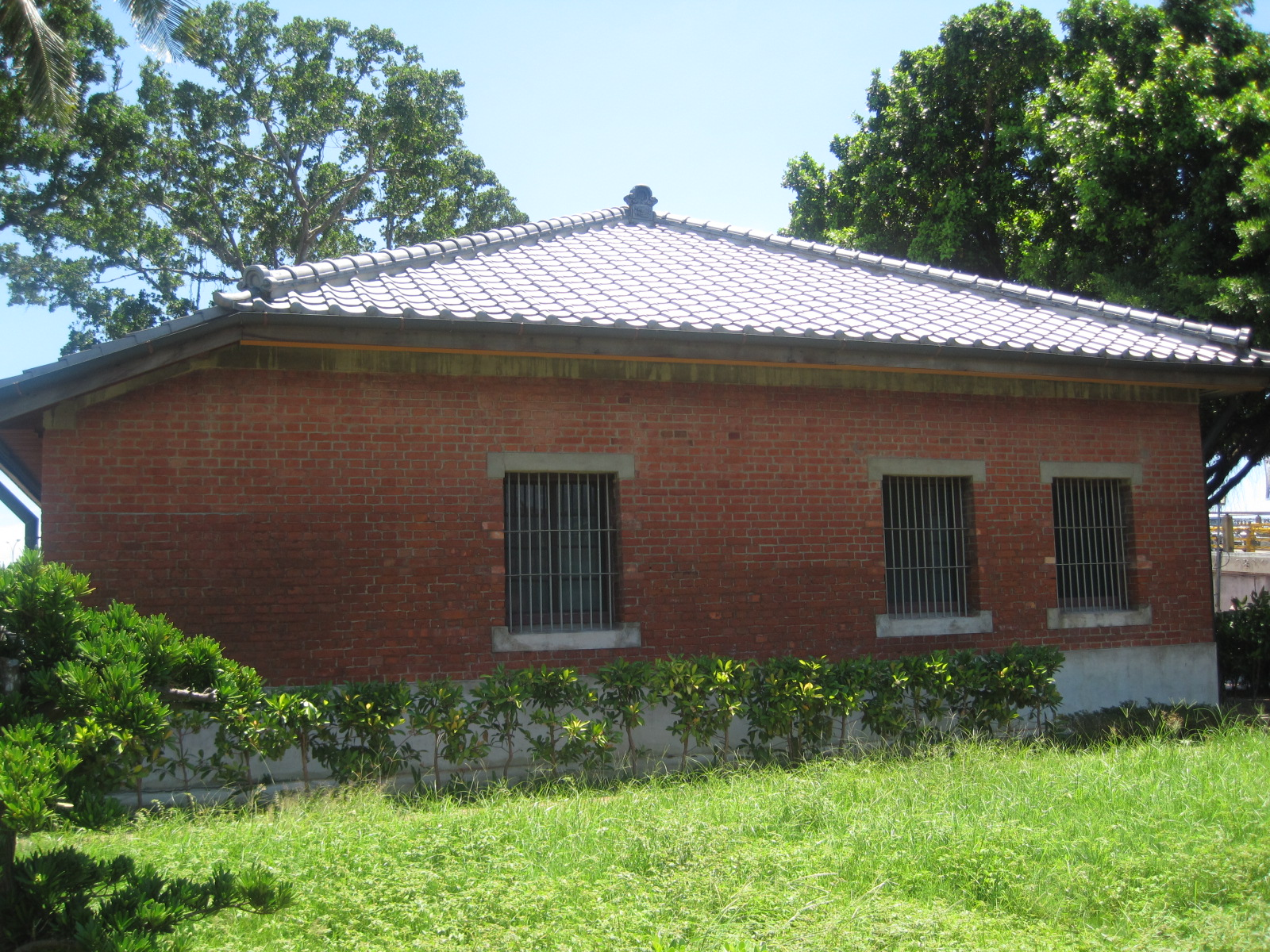
背面外觀

該建築建於日治時期大正年間，負責向往來船隻徵收關稅並監管之，之後因台南新運河開通，海關業務於1930年移至台南運河海關，原建物設置安平水產學校。此建築戰後又改設為海關，直至民國六十七年（1978年）海關移至新安平港後閒置。後來因都市計畫作為廣四用地，民國九十一年(2002年)配合安憶橋整建計畫，承包商於同年6月9日拆除建築物，後在安平文教基金會 已故何世忠董事長聯合地方人士力主保存，將其建築物保留下來，同時將已被拆除的屋瓦由基金會出資購置帆布做好防護，在時任市長許添財指示下指定古蹟，並稱為運河博物館。經過修繕後，於民國九十四年（2005年）5月成立運河博物館，而在兩年後（2007年1月）該博物館由安平文教基金會負責管理。安平文教基金會於2009年結束營運管理，目前由台南市政府委外經營中。

## 建築特色

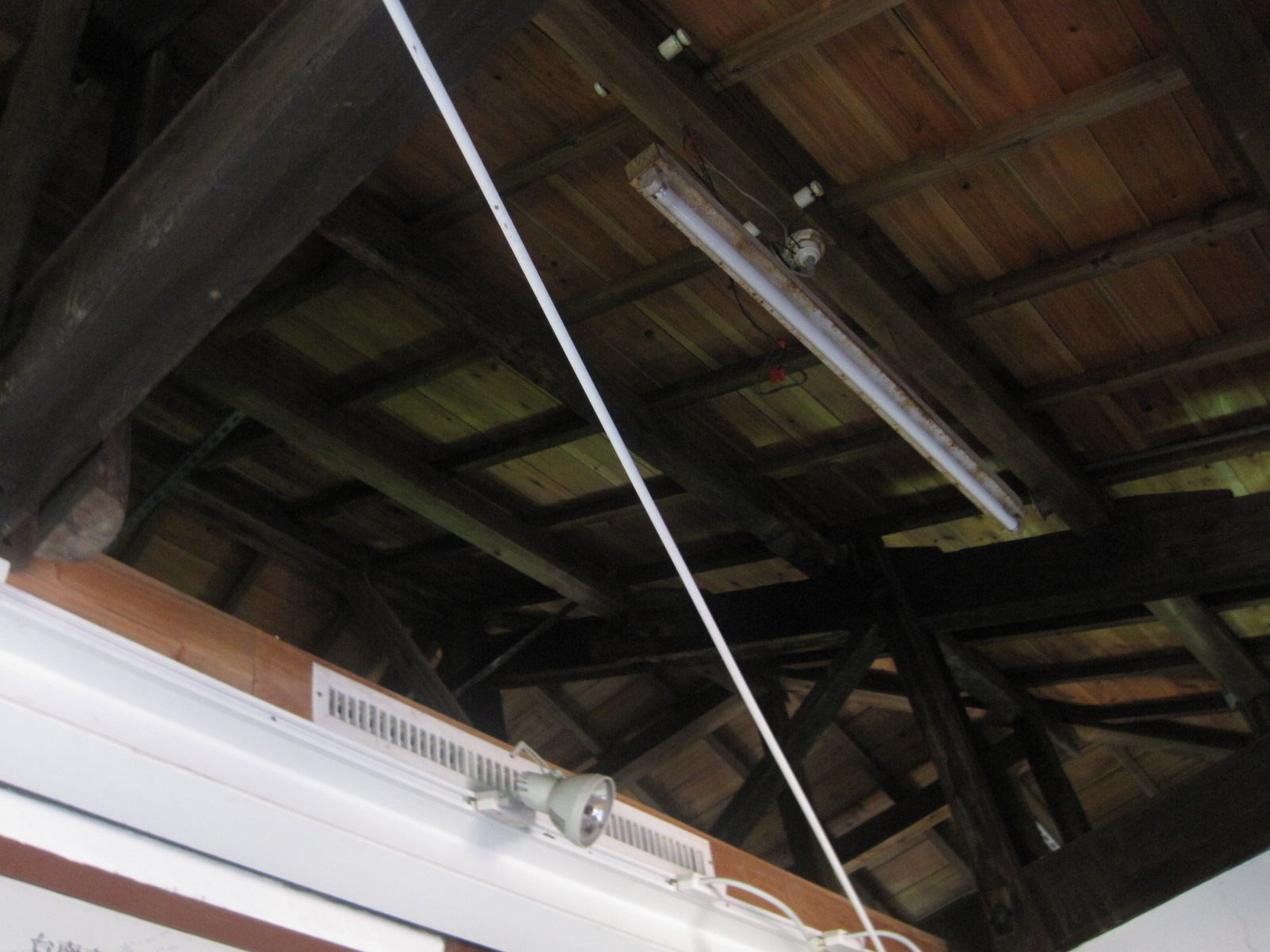
屋頂內部

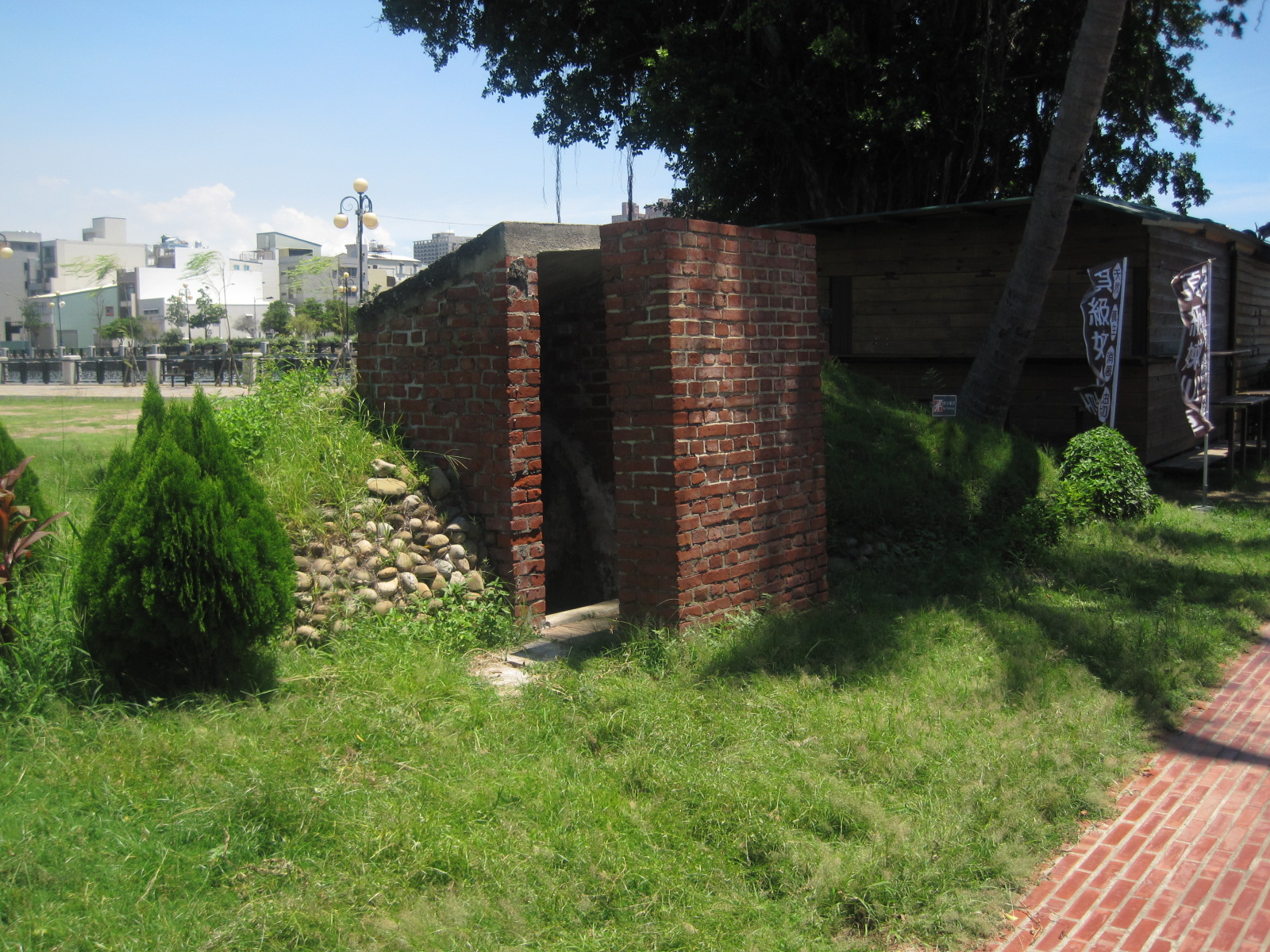
防空洞

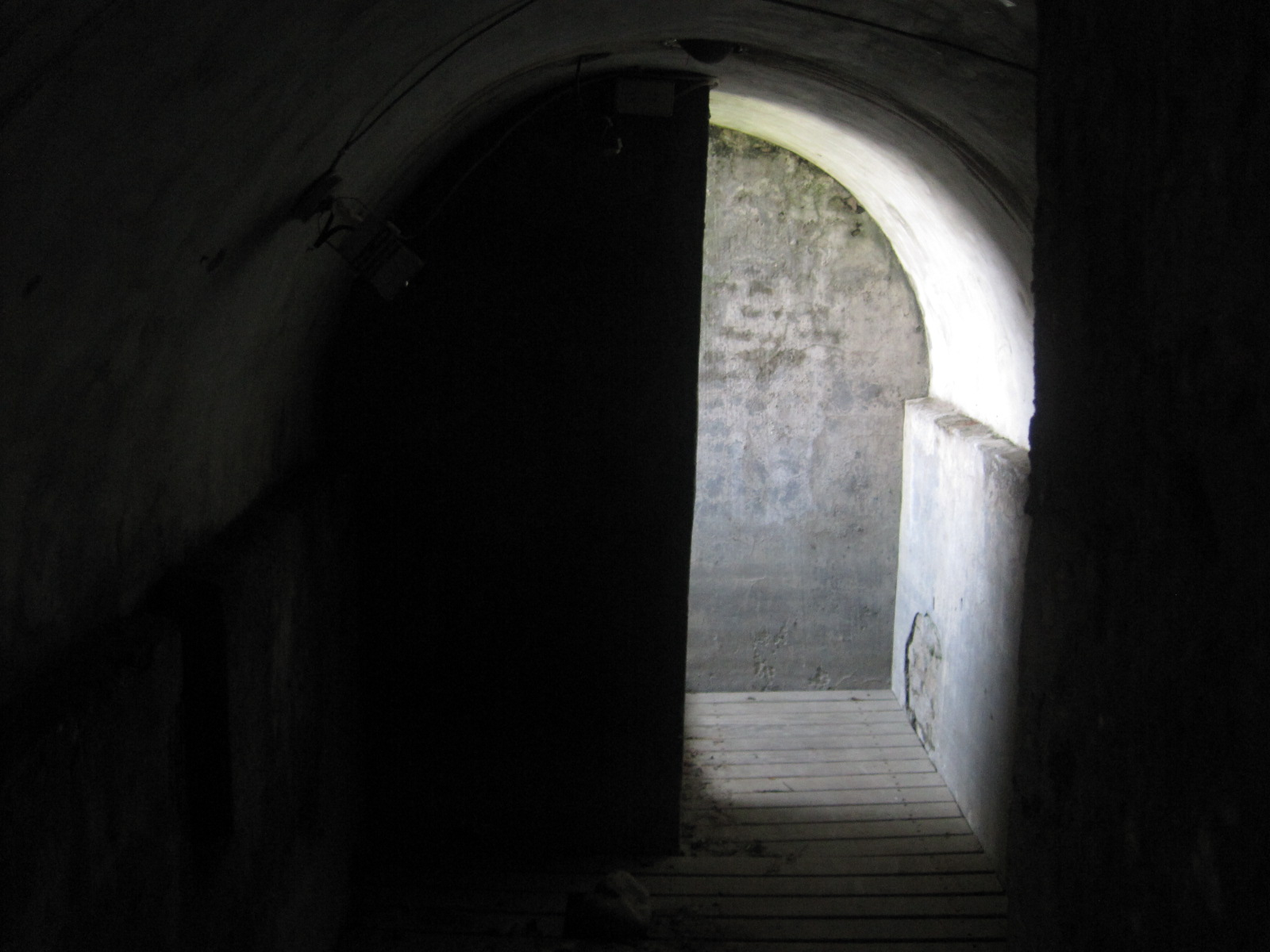
防空洞內部

該建築座落於臺南運河旁，座東朝西，其南側為昔日的安平碼頭。該建築的主入口位於西面，沒有門廊而只有雨棚，而在室內則有一矮櫃區隔出民眾洽商與辦公的空間。辦公空間內又區隔出一間間的辦公室，而上方的屋樑維持高挑，並沒有設天花板。
除此之外，在該建築的後方有一平面略呈現「Z」字形的防空洞，東西方各有一出入口，內部為拱頂，約可容納15人。

## 外部連結
- 臺南市政府文化觀光處——原台南運河安平海關(運河博物館) （页面存档备份，存于）

- https://www.facebook.com/anping.fans/  安平文教基金會保存安平海關始末
- https://www.facebook.com/pg/seamounthall/videos/?ref=page_internal   安平海關保存始末